# Media Player Classic
Media Player Classic je volně šiřitelný multimediální přehrávač pro Microsoft Windows. Aplikace má obdobný vzhled a ovládání jako Windows Media Player 6.4, při zachování svižných reakcí programu ale přidává mnoho užitečných funkcí. Projekt byl ukončen. Aktuálně vyvíjeným programem je jeho nástupce Media Player Classic Home Cinema.
Media Player Classic byl vytvořen programátorem s přezdívkou „Gabest“. Gabest původně vyvinul Media Player Classic jako closed source aplikaci, ale později se rozhodl uvolnit ji jako open source. Media Player Classic je šířen pod licencí GPL a sídlí na SourceForge projektu zvaném Guliverkli. Vývoj však Gabest v roce 2006 ukončil.
Projektu Media Player Classic se ujala komunita fóra Doom9, která program dále udržuje a vyvíjí nové funkce, nyní pod názvem Media Player Classic Home Cinema.

## Vlastnosti
- dostupný v českém jazyce.

### Architektury DirectShow, QuickTime a RealPlayeru
Media Player Classic je založen na architektuře Microsoft DirectShow a tak automaticky používá instalované DirectShow dekódovací filtry. Například po instalaci open source DirectShow dekódovacího filtru ffdshow, rychle a ve vysoké kvalitě dekóduje DivX, Xvid a H.264 formáty.